# Sibe van Aangium
Sibe van Aangium is een pseudoniem van Hendrik Steen (Anjum, 21 november 1895 – Haren (Groningen), 12 september 1953). De gereformeerde predikant is vooral bekend geworden als schrijver van historische kinderboeken.
Hendrik Steen studeerde theologie in Kampen en aan de Vrije Universiteit in Amsterdam. In 1937 promoveerde hij aan de Universiteit van Münster op het proefschrift Das Leib-Seele-Problem in der Philosophie Hollands im 19. und 20. Jahrhundert.
Hendrik Steen was gereformeerd predikant te Zoutkamp (1922-1926), Den Helder (1926-1928) en Andijk (1928-1942). Hij nam actief deel aan de theologische en kerkpolitieke discussies van zijn tijd. Van zijn hand verschenen diverse theologische werken, maar landelijk werd hij vooral bekend als Sibe van Aangium, schrijver van avonturenboeken voor de jeugd.
De hoofdpersonen in zijn werk beleven hun avonturen in het noordoosten van Friesland tegen de achtergrond van belangrijke historische gebeurtenissen uit de geschiedenis, zoals de Tachtigjarige Oorlog, de Franse Tijd, de Belgische Opstand en de Tweede Wereldoorlog. Zij spelen een rol in de lokale consequenties van de grote historische gebeurtenissen (Petite Histoire).
De Hotse Hiddes-trilogie, de Smokkelaars van de Schans-trilogie (De smokkelaars / De ballingen / De terugkeer) en de Zwarte Mus-trilogie  (De zwarte mus / Jelle Piebes de verrader / Drie mannen en een hond) zijn het meest bekend en worden nog steeds gelezen.
In het Friesch Dagblad verscheen het feuilleton Sjouk van Holdinge, als enig voor volwassenen geschreven fictiewerk.
Zijn werk is christelijk-moralistisch van karakter. Thema's als naastenliefde, vergevingsgezindheid en het vermogen van echte liefde om politieke en culturele verschillen te overbruggen, komen in al zijn werk terug.
- Bibsys: 7003566
- Digitale Bibliotheek voor de Nederlandse Letteren: aang002
- Gemeinsame Normdatei: 125943938
- International Standard Name Identifier: 0000 0000 1461 8451
- Nederlandse Thesaurus van Auteursnamen: 073829498
- Virtual International Authority File: 6781149198305074940004
- WorldCat: E39PCjJjBh3ktxQfWmq9kKC4YK